# Robert Hall (Billardspieler)/Erfolge
Diese Liste sammelt die Erfolge des englischen English-Billiards-Spielers Robert Hall. Der neunfache englische Meister gewann in seiner Karriere zahlreiche Profiturniere und war daneben unter anderem auch dreifacher Vize-Weltmeister.

## Übersicht über die Finalteilnahmen
Da die Quellenlage im English Billiards lückenhaft ist, können die folgenden Auflistungen keinen hundertprozentigen Anspruch auf Vollständigkeit haben.

### Profiturniere
| Ausgang | Jahr | Turnier                                      | Finalgegner     | Ergebnis  |
| ------- | ---- | -------------------------------------------- | --------------- | --------- |
| Zweiter | 2010 | Malta Open                                   | Matthew Sutton  | 307:308   |
| Sieger  | 2010 | Jersey Open                                  | Roxton Chapman  | 567:263   |
| Zweiter | 2011 | Jersey Open                                  | Phil Mumford    | 299:431   |
| Zweiter | 2011 | Welsh Open                                   | Martin Goodwill | 264:422   |
| Zweiter | 2011 | English Open                                 | Phil Mumford    | 242:401   |
| Sieger  | 2011 | NSC Open                                     | unbekannt       | unbekannt |
| Zweiter | 2012 | Austrian Open                                | David Causier   | 267:847   |
| Zweiter | 2013 | Irish Open                                   | Peter Gilchrist | 479:588   |
| Sieger  | 2013 | Northern Snooker Centre Open                 | Phil Mumford    | 427:404   |
| Sieger  | 2013 | Vimy Ridge Classic                           | Phil Mumford    | 439:238   |
| Sieger  | 2013 | East Midlands Open                           | Martin Goodwill | 497:192   |
| Zweiter | 2013 | English Open                                 | David Causier   | 266:892   |
| Zweiter | 2014 | English Open                                 | David Causier   | 173:1143  |
| Zweiter | 2014 | NSC Open                                     | Peter Gilchrist | 164:776   |
| Zweiter | 2014 | English-Billiards-Weltmeisterschaft (Zeit)   | Pankaj Advani   | 893:1928  |
| Sieger  | 2015 | Vimy Ridge Open                              | Mike Russell    | 484:301   |
| Zweiter | 2015 | Jim Williamson Memorial Open                 | David Causier   | 240:643   |
| Zweiter | 2015 | English-Billiards-Weltmeisterschaft (150-Up) | David Causier   | 1:6       |
| Sieger  | 2016 | UK Open                                      | Roxton Chapman  | 913:427   |
| Sieger  | 2016 | NSC Open                                     | Robert Marshall | 531:257   |
| Zweiter | 2016 | Auckland Open                                | Peter Gilchrist | 314:709   |
| Zweiter | 2016 | New Zealand Open                             | Peter Gilchrist | 665:1055  |
| Sieger  | 2016 | Jim Williamson Memorial Open                 | Devendra Joshi  | 506:290   |
| Zweiter | 2017 | Irish Open                                   | David Causier   | 434:571   |
| Zweiter | 2017 | Americas Cup                                 | Mike Russell    | 516:1250  |
| Sieger  | 2017 | NSC Open                                     | David Causier   | 470:270   |
| Zweiter | 2018 | UK Open                                      | Peter Gilchrist | 667:796   |
| Sieger  | 2018 | English Open                                 | Peter Gilchrist | 614:378   |
| Zweiter | 2018 | Asian Grand Prix                             | Peter Gilchrist | 4:6       |
| Sieger  | 2018 | Pacific International                        | Matthew Bolton  | 6:4       |
| Zweiter | 2018 | NSC Open                                     | Peter Gilchrist | 198:749   |
| Zweiter | 2018 | British Open                                 | Martin Goodwill | 274:395   |
| Zweiter | 2019 | English Open                                 | Peter Gilchrist | 288:572   |
| Zweiter | 2019 | NSC Open                                     | David Causier   | 344:407   |
| Sieger  | 2019 | Austrian Open                                | Christian Kirk  | 562:297   |
| Sieger  | 2019 | British Open                                 | Mark Hirst      | 700:159   |
| Zweiter | 2021 | English Open                                 | David Causier   | 304:477   |
| Zweiter | 2021 | Welsh Open                                   | David Causier   | 270:738   |
| Sieger  | 2022 | Irish Open                                   | Peter Gilchrist | 474:294   |
| Zweiter | 2022 | Belgian Open                                 | David Causier   | 332:849   |
| Zweiter | 2022 | Pacific International Championship           | Sourav Kothari  | 1321:1500 |
| Zweiter | 2023 | Scottish Open                                | Peter Gilchrist | 308:439   |
| Sieger  | 2023 | Belgian Open                                 | Peter Gilchrist | 794:198   |
| Zweiter | 2023 | European Open                                | David Causier   | 650:1421  |

[veraltet]

### Amateurturniere
Hall gewann daneben auch zwei Mal die English Billiards Championship der EASB / EPSB, laut eigener Angabe in den Jahren 2015 und 2016.
| Ausgang | Jahr | Turnier                                     | Finalgegner     | Ergebnis  |
| ------- | ---- | ------------------------------------------- | --------------- | --------- |
| Zweiter | 2008 | English Amateur Billiards Championship      | Martin Goodwill | 561:1463  |
| Zweiter | 2009 | English Amateur Billiards Championship      | Martin Goodwill | 836:1025  |
| Zweiter | 2011 | English Amateur Billiards Championship      | Matthew Sutton  | 534:1196  |
| Sieger  | 2011 | Whitworth Masters                           | unbekannt       | unbekannt |
| Sieger  | 2012 | English Amateur Billiards Championship      | unbekannt       | unbekannt |
| Sieger  | 2012 | Whitworth Masters                           | Jim McCann      | 466:350   |
| Sieger  | 2013 | Whitworth Masters                           | Chris Taylor    | 736:275   |
| Sieger  | 2014 | English Amateur Billiards Championship      | Phil Mumford    | 1425:769  |
| Sieger  | 2014 | Whitworth Masters                           | Mark Graham     | unbekannt |
| Sieger  | 2015 | English Amateur Billiards Championship      | Phil Mumford    | unbekannt |
| Sieger  | 2015 | Whitworth Masters                           | Mark Graham     | 909:191   |
| Sieger  | 2016 | English Amateur Billiards Championship      | Phillip Welham  | 1480:813  |
| Sieger  | 2016 | Whitworth Masters                           | Mark Graham     | 615:66    |
| Sieger  | 2017 | English Amateur Billiards Championship      | Phil Mumford    | unbekannt |
| Zweiter | 2017 | IBSF World Billiards Championship (Long-Up) | Mike Russell    | 1284:1500 |
| Sieger  | 2017 | Whitworth Masters                           | Dave White      | 824:295   |
| Sieger  | 2018 | English Amateur Billiards Championship      | Darren Kell     | 1531:667  |
| Sieger  | 2019 | English Amateur Billiards Championship      | Darren Kell     | 1174:666  |
| Sieger  | 2019 | Whitworth Masters                           | Mark Graham     | 719:301   |